# جون ديكسون كار
جون ديكسون كار (بالإنجليزية: John Dickson Carr)‏‏ (30 نوفمبر 1906 في مقاطعة فاييت - 27 فبراير 1977 في غرينفيل) كاتب، وكاتب سيناريو، وروائي، وكاتب خيال علمي من الولايات المتحدة.

## الجوائز
- جائزة إدغار

## روابط خارجية
- جون ديكسون كار على موقع IMDb (الإنجليزية)
- جون ديكسون كار على موقع الموسوعة البريطانية (الإنجليزية)
- جون ديكسون كار على موقع ألو سيني (الفرنسية)
- جون ديكسون كار على موقع ميوزك برينز (الإنجليزية)
- جون ديكسون كار على موقع ميوزك برينز (الإنجليزية)
- جون ديكسون كار على موقع أول موفي (الإنجليزية)
- جون ديكسون كار على موقع ديسكوغز (الإنجليزية)
- جون ديكسون كار على موقع قاعدة بيانات الفيلم (الإنجليزية)
- جون ديكسون كار على موقع كينوبويسك (الروسية)